# Röd och blå stol
Röd och blå stol är en stol designad år 1917 av Gerrit Rietveld. Den brukar anses som en av de första utforskningarna av De Stijl i tredimensionell form. Originalstolen var målad i De Stijls klassiska färgtema, svart, grå och vit. Färgerna förändrades 1918 för att påminna om Piet Mondrians målningar från den tiden. Rietveld blev en del av De Stijl 1919. Originalstolen finns för närvarande på Toledo Museum of Art i Ohio.